# Germán González Navarro
Germán González Navarro (Albacete, 22 de novembre de 1954) és un exjugador de bàsquet espanyol que ocupava la posició d'escorta.
Va començar a jugar la temporada 1978 al Mollet Sedimar, per fitxar una temporada després pel Joventut de Badalona. En la seva segona temporada al club badaloní es va proclamar campió de la Copa Korac. L'any 1981 fitxà pel Bàsquet Manresa, on hi jugà fins a la temporada 1983-84. Després jugà dues temporades al Caixa Ronda i cinc més al CajaCanarias, fins al 1991, any en què es retirà.